# Театр на Покровке
«Моско́вский госуда́рственный „Теа́тр на Покро́вке“» — российский государственный драматический театр, открытый в сентябре 1991 года в здании на улице Покровке в Москве.
Основателем и первым художественным руководителем театра с сентября 1991 года по июль 2015 года являлся Сергей Николаевич Арцибашев (14 сентября 1951 — 12 июля 2015). С 2002 года по март 2011 года он совмещал эту работу с работой в должности художественного руководителя Московского академического театра имени Владимира Маяковского. По сообщению пресс-службы «Театра на Покровке» от 19 октября 2015 года, после смерти Сергея Арцибашева в память о нём должность художественного руководителя в театре навсегда останется никем не занятой.
Полное юридическое наименование учреждения — «Государственное бюджетное учреждение культуры города Москвы „Театр на Покровке“» (ГБУК г. Москвы «Театр на Покровке»).

## История театра

### Под руководством Сергея Арцибашева (1991—2015)
Московский государственный «Театр на Покровке» под руководством Сергея Арцибашева открылся в сентябре 1991 года.
Для премьерной постановки режиссёром Сергеем Арцибашевым была выбрана пьеса А. П. Чехова «Три сестры». С тех пор в репертуаре театра представлена русская классика (произведения Николая Гоголя, Александра Островского, Антона Чехова, Ивана Тургенева, Александра Пушкина, Александра Грибоедова, Николая Лескова, Льва Толстого, Фёдора Достоевского) в современном прочтении.
Постановки театра неоднократно отмечались призами российских и международных театральных фестивалей: гран-при Каирского фестиваля («Месяц в деревне» И. С. Тургенева); призы за лучший спектакль и лучшую режиссуру фестиваля «Русская комедия» в Ростове-на-Дону; приз за лучшую режиссуру фестиваля памяти Иннокентия Смоктуновского в Москве («Ревизор» Н. В. Гоголя); призы за лучший спектакль, лучшую мужскую роль фестиваля «России первая любовь» («Карантин» по произведениям А. С. Пушкина).
27 мая 1996 года художественный руководитель Российского государственного «Театра на Покровке» Сергей Николаевич Арцибашев был удостоен Государственной премии Российской Федерации в области театрального искусства за 1995 год за спектакли по произведениям русской классики: «Три сестры» по пьесе А. П. Чехова, «Месяц в деревне» по пьесе И. С. Тургенева, «Ревизор» по пьесе Н. В. Гоголя, «Таланты и поклонники» по пьесе А. Н. Островского.
9 июня 2000 года режиссёр-постановщик спектакля «Женитьба» по пьесе Н. В. Гоголя в Российском государственном «Театре на Покровке» Сергей Арцибашев и исполнители ролей в этом спектакле удостоились Государственной премии Российской Федерации в области театрального искусства за 1999 год.
15 сентября 2003 года, на открытии IV Всероссийского театрального фестиваля имени Александра Вампилова в Иркутске, писатель Валентин Распутин с похвалой отозвался о спектакле режиссёра Сергея Арцибашева «Старший сын» по одноимённой пьесе Александра Вампилова, назвав спектакль очень хорошо поставленным и сыгранным, а также единственным, «который отвечает духу Вампилова».
В январе 2009 года газета «Вечерняя Москва» отметила яркие актёрские работы, «чем всегда славился театр на Покровке», в спектакле Сергея Арцибашева «Дом на Фрунзенской» по пьесе Александра Пудина.

### После смерти Сергея Арцибашева (2015 —н.в.)
12 июля 2015 года основатель и художественный руководитель Московского государственного «Театра на Покровке» Сергей Николаевич Арцибашев скончался.
В октябре 2015 года главным режиссёром театра был назначен Геннадий Викторович Шапошников, с 2003 года занимавший должности главного режиссёра и художественного руководителя Иркутского академического драматического театра имени Н. П. Охлопкова.

«Художественного руководителя у театра уже не будет, для нас им навсегда останется Сергей Николаевич… Геннадий Шапошников стал главным режиссёром.»— Пресс-служба Московского государственного «Театра на Покровке», 19 октября 2015 года.
В августе 2022 года должность главного режиссёра театра занял Михаил Милькис.
7 июля 2025 года руководящие должности в театре заняли победители конкурса «Таланты» по формированию кадрового резерва в театрах Москвы: Дмитрий Бикбаев назначен художественным руководителем, а Алексей Родин — директором театра.